# Srédniaia Toima
Srédniaia Toima (en rus: Средняя Тойма) és un poble de l'óblast de Kírov, a Rússia, segons el cens del 2010 tenia 494. Pertany al districte (raion) de Viàtskie Poliani.